# Хасијаш
Хасијаш (рум. Hisiaș) насеље у Банату, у Румунији. Припада општини Гизела у жупанији Тимиш.

## Историја
По "Румунској енциклопедији" место се помиње 1410. године.
Хасијаш је по попису Темишварске епархије из 1733. године припадао Фачетском округу, и имао православну цркву. Православна парохија је формирана 1770. године.
Године 1776. постоји Хасијашки протопрезвират са 29 парохија и 7 парохијских филијала.
Код пописа православног клира Темишварске епархије из 1797. године, Хасијаш припада Хасијашком протопрезвирату. Парох је тада Радујица Петровић (рукоп. 1779), који се служи само румунским језиком.